# Clytus rhamni
Clytus rhamni es una especie de escarabajo longicornio del género Clytus, tribu Clytini, familia Cerambycidae. Fue descrita científicamente por Germar en 1817.
Se distribuye por Albania, Bosnia y Herzegovina, Croacia, Grecia, Italia, Macedonia, Montenegro, Serbia, Eslovenia y Ucrania. Mide 6-13 milímetros de longitud. El período de vuelo ocurre en los meses de mayo, junio, julio y agosto.